# 魏特曼 (亞利桑那州)
魏特曼（英語：Wittmann）是位於美國亞利桑那州馬里科帕縣的一個人口普查指定地區。根據2010年美國人口普查，該地人口為763人，而該地的面積約為2.50平方千米。

## 地理
魏特曼的座標為33°46′35″N 112°31′43″W / 33.77639°N 112.52861°W，而該地最高點為海拔高度513米（即1683英尺）。